# Helmut Stubbe da Luz

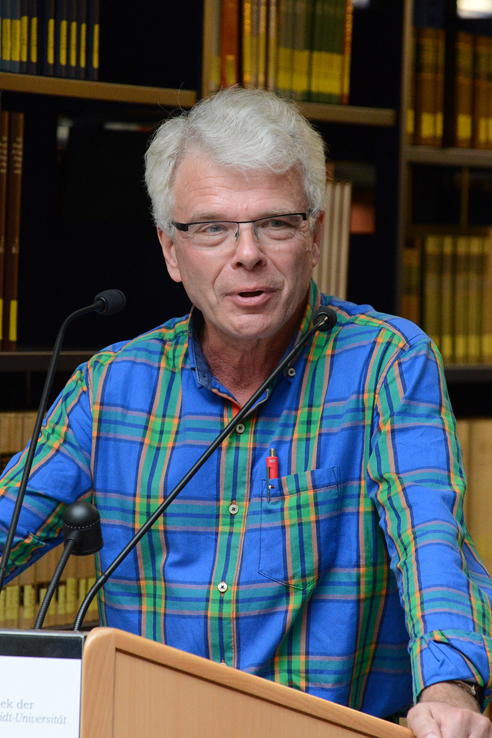
Stubbe da Luz (2013)

Helmut Stubbe da Luz (eigentlich Helmut Stubbe-Esperança da Luz, geb. Stubbe; * 17. Dezember 1950 in Braunschweig) ist ein deutscher Historiker, Philosoph und Publizist. In den 1980er Jahren war er zudem Studenten- und Kommunalpolitiker in Hamburg.

## Beruf
Stubbe da Luz studierte ab 1971 Geschichte, Philosophie, Romanistik und Pädagogik an der Universität Hamburg und legte 1977 die Erste Staatsprüfung für das Lehramt an Gymnasien ab. 1975/76 arbeitete er als wissenschaftliche Hilfskraft am Lehrstuhl für Übersee- und Kolonialgeschichte bei Günter Moltmann. Von 1977 bis 1985 war er als Honorardozent für die Bundeszentrale für politische Bildung, die Hamburger Landeszentrale für politische Bildung, das Bundesministerium für innerdeutsche Beziehungen und verschiedene freie Bildungsträger tätig. Parallel dazu absolvierte er von 1979 bis 1981 sein Lehramtsreferendariat sowie ein Verwaltungspraktikum als Joseph-Bech-Stipendiat beim Europäischen Parlament in Luxemburg. Außerdem erhielt er damals ein Robert-Schuman-Stipendium der Stiftung F.V.S. in Hamburg.
Seit 1981 arbeitete Stubbe da Luz als Lehrer in Hamburg, unterbrochen von einem Auslandsaufenthalt 1994–1997 am Deutsch-Französischen Gymnasium (Lycée Franco-allemand) in Buc (Yvelines). 1991 wurde er bei Werner Jochmann promoviert, 2002 folgte die Habilitation an der Universität der Bundeswehr Hamburg. Seither lehrt er dort als Privatdozent für Neuere und Neueste Geschichte und präsentiert historische Ausstellungen in der Universitätsbibliothek der Helmut-Schmidt-Universität.
Seit 2005 ist Stubbe da Luz Vorstandsmitglied (2012–2017 Vorsitzender) des Vereins für Geschichte des Weltsystems, der von dem Hannoveraner Osteuropahistoriker Hans-Heinrich Nolte gegründet wurde und die Zeitschrift für Weltgeschichte herausgibt.
Von 2016 bis 2019 war er Vorsitzender der Begegnungsstätte Bergstedt e. V. in Hamburg. Seit 2021 ist er auch im Vorstand des Säkularen Forums Hamburg e. V.

## Politik
Während seines Studiums war Stubbe da Luz von 1974 bis 1977 Vorsitzender des Rings Christlich-Demokratischer Studenten (RCDS) Hamburg, von 1977 bis 1980 Landesgeschäftsführer der Jungen Europäischen Föderalisten Hamburg e. V. sowie bis 1981 Landesgeschäftsführer der Europa-Union Hamburg e. V. unter dem Vorsitzenden Hans-Joachim Seeler. Von 1981 bis 1990 gehörte er für die CDU der Bezirksversammlung Hamburg-Mitte an.
1991 gehörte Stubbe da Luz – neben Politikern aus CDU (Winfried Steffani, Markus E. Wegner), SPD (Claus Arndt, Ulf Skirke), Grünen (Martin Schmidt) und Parteilosen – zu den Mitbegründern der parteienkritischen Vereinigung Demokratische Offenheit (DemO e. V.) und hatte bis 1994 den Vorsitz inne. Diese Vereinigung kritisierte vor allem die Art und Weise der Kandidatenaufstellung innerhalb der CDU und setzte sich für Öffnung des Systems der Finanzierung der politischen Bildung sowie generell für Reformen am deutschen Parteienstaat ein. Im Zuge dieses Engagements trat Stubbe da Luz 1993 aus der CDU aus und gehörte von 1994 bis 1999 der FDP an.

## Philosophie
2011 gründete Stubbe da Luz mit der Philosophin Tanja Trede-Schicker den gemeinnützigen Verein Philopraxis No 1 für rationale Argumentation und geistiges Wohlsein e. V. Von dieser philosophischen Praxis werden seither in Hamburg und Umland vor allem „Philosophische Gesprächsrunden“ angeboten, ferner Wochenendseminare, philosophische Beratungen, Intensivkurse sowie Volkshochschulkurse. Seit 2015 begeht die Philopraxis No 1 alljährlich den UNESCO-Welttag der Philosophie.

## Schriften (Auswahl)
- Von der „Arbeitsgemeinschaft“ zur Großstadtpartei. 40 Jahre Christlich Demokratische Union in Hamburg (1945–1985). Staatspolitische Gesellschaft Hamburg, Hamburg 1985, ISBN 3-533-03661-8.
- Union der Christen – Splittergruppe – Integrationspartei. Wurzeln und Anfänge der Hamburger CDU bis Ende 1946. Hochschulschrift: Hamburg, Univ., FB Geschichtswiss., Diss. 1990.
- Die Politiker. Paul de Chapeaurouge, Rudolf Petersen, Kurt Sieveking (= Hamburgische Lebensbilder, Bd. 4), Hamburg 1990, ISBN 3-923356-39-0.
- Die Oberbürgermeister. Heinrich Denicke/Harburg, Bernhard Schnackenburg/Altona, Erich Wasa Rodig/Wandsbek. (= Hamburgische Lebensbilder, Bd. 6), Hamburg 1992, ISBN 3-923356-46-3.
- Parteiendiktatur. Die Lüge von der „innerparteilichen Demokratie“. Frankfurt 1994, ISBN 3-548-36637-6.
- Die Stadtmütter. Ida Dehmel, Emma Ender, Margarete Treuge (= Hamburgische Lebensbilder, Bd. 7), Hamburg 1994, ISBN 3-923356-55-2.
- Montesquieu. Reinbek bei Hamburg 1998, ISBN 3-499-50609-2.
- als Hrsg.: Ascan Klée Gobert. Der Zwiebelfisch: Berichte, Erzählungen und Feuilletons eines Hamburger Kultursenators, Husum 2002, ISBN 978-3-89876-003-4.
- Franzosenzeit in Norddeutschland (1803–1814). Napoleons Hanseatische Departements. Edition Temmen, Bremen 2003, ISBN 3-86108-384-1.
- Okkupanten und Okkupierte. Napoleons Statthalterregimes in den Hansestädten. Bd. 1. Modellkonstruktion – Vorgeschichte – Occupatio bellica, Frankfurt/M. 2004, ISBN 978-3-89975-495-7.
- Umformung der Persönlichkeit. Ascan Klée Gobert (1894–1967). Husum 2005, ISBN 978-3-89876-185-7.
- Okkupanten und Okkupierte. Band 2: Kontinentalsperre – Occupatio pacifica – Assimilationspolitik. Frankfurt/M. 2005, ISBN 978-3-89975-530-5.
- Okkupanten und Okkupierte. Napoleons Statthalterregimes in den Hansestädten. Band 3: Konterokkupation – (Re-)Occupatio bellicissima – Ausnahmezustand. Frankfurt/M. 2006, ISBN 978-3-89975-553-4.
- „Hamburg“ oder „Hambourg“? Amandus Augustus Abendroth. Reformpolitiker und Stadtoberhaupt unter Napoleon. Zwei Bände. München 2010, ISBN 978-3-89975-180-2.
- Napoleons „Landrat“ im Arrondissement Lüneburg/Lunebourg (1811–1813). Die Erinnerungen des Unterpräfekten Barthélemy: Dokumente, Kommentare, Artikel. Husum 2011, ISBN 978-3-89876-535-0.
- Okkupanten und Okkupierte. Napoleons Statthalterregimes in den Hansestädten. Bände 5 und 6: Minden in der Napoleonzeit. Frankfurt/M. 2013, ISBN 978-3-89975-223-6.
- mit Swantje Naumann: Die französischen Besatzer in Hamburg. Zeugnisse zu den Jahren 1811–1814. Begleitband zur Ausstellung in der Bibliothek der Helmut-Schmidt-Universität, 2. verbesserte Auflage. Hamburg 2013, ISBN 978-3-86818-051-0.
- Im Konflikt mit dem Zeitgeist. Eine Carl-Mönckeberg-Anthologie. Begleitband zur Ausstellung „Geschichtsschreibung – Bibelreform – Kirchenpolitik. Der Hamburger Pastor Carl Mönckeberg (1807–1886)“ in der Bibliothek der Helmut-Schmidt-Universität, Hamburg 2014, ISBN 978-3-86818-054-1.
- Hamburg unter dem Drucke der Franzosen (1863/64). Mit einem Lebensbild Carl Mönckebergs, Pastor an St. Nicolai. Frankfurt am Main 2014, ISBN 978-3-631-63924-5.
- Heldenhafte „Tschekisten“? „Kundschafter des Friedens“? Hamburger Politiker als DDR-Spione im Kalten Krieg. Begleitband zur Ausstellung „Hamburger Politiker als DDR-Spione im Kalten Krieg“ in der Helmut-Schmidt-Universität, Hamburg 2015, ISBN 978-3-86818-077-0.
- als Hrsg.: Statthalterregimes – Napoleons Generalgouvernements in Italien, Holland und Deutschland (1808–1814). Frankfurt/M. 2016, ISBN 978-3-631-65219-0.
- Hamburger Staats-Säkularisierung. Die Trennung von Einkirchenstaat und Staatskirche (1848 – 1860 – 1923) und ihr Verhältnis seither. In: Säkularisierung – ein weltgeschichtlicher Prozess in Hamburg. Hrsg. von Isa Lübbers, Martin Rösler und Joachim Stüben, Frankfurt/M. 2017, ISBN 978-3-631-67547-2.
- Säkularisierung? – Der Pariser Staat und Hamburgs Kirchen während der Herrschaft Napoleons (1811–1814). In: Säkularisierung – ein weltgeschichtlicher Prozess in Hamburg. Hrsg. von Isa Lübbers, Martin Rösler und Joachim Stüben, Frankfurt/M. 2017, ISBN 978-3-631-67547-2.
- Sakralisierung und Säkularisierung: Konjunkturen der Religiosität und das Staat-Kirchen(n)-Verhältnis. In: Säkularisierung – ein weltgeschichtlicher Prozess in Hamburg. Hrsg. von Isa Lübbers, Martin Rösler und Joachim Stüben, Frankfurt/M. 2017, ISBN 978-3-631-67547-2.
- Große Katastrophen in Hamburg. Menschliches Versagen in der Geschichte – wehrhafte Stadtentwicklung für die Zukunft? Begleitband zur Ausstellung „Große Katastrophen in Hamburg“ in der Helmut-Schmidt-Universität, Hamburg 2018, ISBN 978-3-86818-094-7.
- Giganten-Kult als Hypothek? Der Schmidt-Sturmflut-Mythos und die Bundeskanzler-Helmut-Schmidt-Stiftung. In: Mythos-Magazin (Apr. 2021)
- Der Sturmflut-Mythos verdient kein Vertrauen, in Die Welt, 11. Februar 2022, S. 17
- Ausgebombt! Hamburg Gomorrha 1943 und die Folgen, 2023, ISBN 978-3-86818-212-5
- Hamburg, die Stadt der Notunterkünfte, in Die Welt-Hamburg-Teil, 22. September 2023, S. 17
- Vorbild Helmut Schmidt? – Politische Führung in Krisen und Katastrophen, Hrsg. zusammen mit Sven Felix Kellerhoff, Hamburg 2024, ISBN 978-3-8132-1124-5
- Biermann-Ratjen-Medaille: Eine hohe Auszeichnung – aber wie echt ist der Glanz?, in Die Welt-Hamburg-Teil, 22. Juni 2024
- als Hrsg.: Befreite und Befreier? Kriegsende in Hamburg 1945, 2025, ISBN 978-3-86818-218-7

Darüber hinaus verfasste Stubbe da Luz zahlreiche Beiträge für regionalhistorische Nachschlagewerke (Hamburgische Biografie, Hamburg-Lexikon), politische und pädagogische Zeitschriften, aber auch für den Spiegel und das Deutsche Allgemeine Sonntagsblatt.
Ferner gibt Stubbe da Luz im Peter Lang Verlag die Schriftenreihen Hamburg, Europa und die Welt (HEW) sowie DemOkrit. Studien zur Parteienkritik und Parteienhistorie heraus.

## Interviews (Auswahl)
- Heilige Schriften sind ambivalent, in: taz.hamburg vom 11. September 2023
- Hamburg 1943: Als das britische Bomber Command die „Samthandschuhe auszog“ , in Die Welt vom 31. Juli 2023
- Helmut Schmidt: Sofort gehandelt haben andere, in: Die Zeit, Nr. 30/2018 vom 19. Juli 2018
- Eine Universität ist kein Tempel, in: taz.hamburg vom 17. Juli 2018

## Podcast
- Helmut Stubbe da Luz: Ist Schmidt ein Vorbild für Scholz?, Reihe: „Das Scholz-Update“, Funke-Mediengruppe, 22. Mai 2024